# Claverack-Red Mills
Claverack-Red Mills és una concentració de població designada pel cens dels Estats Units a l'estat de Nova York. Segons el cens del 2000 tenia 1.061 habitants.

## Demografia
Segons el cens del 2000, Claverack-Red Mills tenia 1.061 habitants, 470 habitatges, i 308 famílies. La densitat de població era de 139,8 habitants per km².
Dels 470 habitatges en un 24,3% hi vivien nens de menys de 18 anys, en un 54,3% hi vivien parelles casades, en un 9,1% dones solteres, i en un 34,3% no eren unitats familiars. En el 30% dels habitatges hi vivien persones soles el 14,9% de les quals corresponia a persones de 65 anys o més que vivien soles. El nombre mitjà de persones vivint en cada habitatge era de 2,26 i el nombre mitjà de persones que vivien en cada família era de 2,79.
Per edats la població es repartia de la següent manera: un 18,9% tenia menys de 18 anys, un 4,9% entre 18 i 24, un 23,3% entre 25 i 44, un 29,5% de 45 a 60 i un 23,5% 65 anys o més.
L'edat mediana era de 47 anys. Per cada 100 dones de 18 o més anys hi havia 92,6 homes.
La renda mediana per habitatge era de 49.476 $ i la renda mediana per família de 60.677 $. Els homes tenien una renda mediana de 41.591 $ mentre que les dones 32.222 $. La renda per capita de la població era de 30.237 $. Cap de les famílies i el 3,1% de la població estaven per davall del llindar de pobresa.